# جائزة الولايات المتحدة الكبرى 1972
جائزة الولايات المتحدة الكبرى 1972 هو سباق فورمولا 1 أقيم بتاريخ 8 أكتوبر 1972 في نيويورك. كان الثاني عشر من أصل 12 في بطولة العالم لسباقات الفورمولا واحد موسم 1972.

## الترتيب النهائي
|         | الترتيب | السائق            | النقاط |
| ------- | ------- | ----------------- | ------ |
|         | 1       | إيمرسون فيتيبالدي | 61     |
|         | 2       | جاكس ستيورات      | 45     |
|         | 3       | ديني هولم         | 39     |
|         | 4       | جاكي إيكس         | 27     |
|         | 5       | بيتر ريفسون       | 23     |
| المصدر: |         |                   |        |